# 沙坝镇 (成县)
沙坝镇，是中华人民共和国甘肃省陇南市成县下辖的一个乡镇级行政单位。

## 行政区划
沙坝镇下辖以下地区：
羽川村、沙坝村、杨坝村、阎山村、牛窑村、芦湾村、尖川村、开元寺村、石门村、桦树村、李坝村和赵坝村。